# Ernst Löttke
Ernst Löttke (* 28. August 1919 in Danzig; † nach 1970) war ein deutscher Fußballspieler. Der Angreifer absolvierte für den VfR Mannheim von 1947 bis 1954 in der damals erstklassigen Fußball-Oberliga Süd 217 Ligaspiele, in denen er 90 Tore erzielte. Im Jahr 1949 gewann er mit Mannheim die deutsche Fußballmeisterschaft.

## Karriere
Ernst Löttke stammte aus Pommern. Zum 15. Oktober 1939 trat er der SS bei und wurde zum 1. April 1942 zum SS-Unterscharführer befördert. 1947 wurde er von Hermann Fuchs, dem Spielausschuss-Vorsitzenden des VfR Mannheim, aus dem Internierungslager Ludwigsburg herausgelotst. Da er zu dieser Zeit eigentlich noch in Haft war, spielte er anfangs unter dem Pseudonym „Röckel“.
Löttke spielte zehn Jahre lang für den VfR Mannheim in der Oberliga Süd. Als Zweitplatzierter der Saison 1948/49 war er mit der Mannschaft neben dem Süddeutschen Meister Kickers Offenbach und dem Drittplatzierten FC Bayern München für die Endrunde um die Deutsche Meisterschaft qualifiziert. Er bestritt sowohl das am 12. Juni 1949 in Frankfurt am Main mit 5:0 gegen den Hamburger SV gewonnene Viertelfinale, bei dem er das Tor zum 4:0 in der 84. Minute erzielte, als auch das am 26. Juni 1949 in Gelsenkirchen mit 2:1 gegen Kickers Offenbach gewonnenen Halbfinale, in dem er seine Mannschaft bereits in der ersten Minute in Führung gebracht hatte.
In dem am 10. Juli 1949 im Stuttgarter Neckarstadion ausgetragenen Finale gegen den Westdeutschen Meister Borussia Dortmund glich er mit seinem in der 74. Minute erzielten Tor zunächst die in der fünften Minute von Herbert Erdmann erzielte Führung zum 1:0 aus. Nachdem dieser in der 82. Minute die erneute Dortmunder Führung erzielt hatte, erzwang Ernst Langlotz mit seinem Tor in der 85. Minute die Verlängerung. Mit seinem zweiten Tor in der 108. Minute, erzielte Löttke den 3:2-Siegtreffer, mit dem der VfR Mannheim – bis heute – seine einzige Deutsche Meisterschaft gewann. Fast alle Spieler kamen aus dem VfR, der Stadt, ihrem Umland, Ausnahme der bullige Torjäger Löttke.
Als Viertplatzierter der Saison 1949/50 hinter der SpVgg Fürth, dem VfB Stuttgart und Kickers Offenbach, nahm er erneut mit dem VfR Mannheim an der Endrunde um die Deutsche Meisterschaft teil. Nachdem er am 21. Mai 1950 in Gladbeck beim 3:1-Achtelfinal-Sieg über Borussia Dortmund mit einem Tor erfolgreich gewesen ist, ereilte ihn und seine Mannschaft das Aus am 4. Juni 1950 in Frankfurt am Main bei der 1:2-Niederlage im Halbfinale gegen Preußen Dellbrück.
Nach der Spielerkarriere war Löttke noch im Mannheimer Umfeld als Trainer im Amateurfußball tätig, unter anderem 1955/56 bei der SpVgg Ilvesheim, mit der er die Meisterschaft in der 2. Amateurliga Rhein-Neckar gewann.
Im Mannheimer Adressbuch ist er noch 1970 mit der Berufsangabe „Kraftfahrer“ verzeichnet.

## Erfolge
- Deutscher Meister 1949